# Hirekoralahalli, Shikarpur
Hirekoralahalli là một làng thuộc tehsil Shikarpur, huyện Shimoga, bang Karnataka, Ấn Độ.